# Alain Riondet
 (octobre 2018).
Alain Riondet est un scénariste de bande dessinée français né le 22 juillet 1945 à Aulnay et mort le 9 août 1998 au Perreux-sur-Marne.

## Biographie
Alain Riondet est né en 1945, de parents français. Il vit son adolescence au Maroc où il laisse séduire son imaginaire par les histoires qu'on lui raconte[réf. nécessaire]. Il revienten France[Quand ?] pour suivre ses études supérieures à l'université de Bordeaux[réf. nécessaire].
À partir de 1970, âgé de vingt-cinq ans, il décide de retourner au Maroc, puis en Afrique subsaharienne, au Niger[source insuffisante] en effectuant des voyages et en se sédentarisant parfois. Alain Riondet sera guide professionnel au Sahara pendant dix ans[source insuffisante] sur les transsahariennes et en hors-piste, couvrant un vaste territoire alors ouvert allant de l'oued Seguiet El Hamra au Ténéré[source insuffisante]. Le Sahara occidental sera, par la suite fermé, au tourisme avec notamment la proclamation par le Front Polisario de la République arabe sahraouie démocratique (RASD) qui revendique une partie du royaume du Maroc et des faits de guerres.
Cette période de découverte des autres durera en tout, douze années et en 1982[source insuffisante], à la suite des difficultés rencontrées pour poursuivre son métier et à l'insécurité grandissante, il rentre définitivement sur sa terre natale.
En 1983 et 1984, il prépare alors son livre de voyage Transsahariennes avec des photographies de Catherine et Bernard Desjeux[source insuffisante], qui paraît aux éditions L'Harmattan.
Ne pouvant vivre uniquement de sa plume d'auteur, il devient aussi concepteur-rédacteur en agence de publicité et réalise diverses illustrations. C'est également un dessinateur de presse[source insuffisante].
Il rencontre Claude Auclair, et de cette rencontre, nait l'envie de ressusciter Simon du fleuve. En 1987, il en reprend ainsi le scénario. Le premier album de leur collaboration qui emmène le héros vers un nouveau destin, sort en avril 1988. trois autres tomes suivront rapidement dont Naufrage en deux tomes.
Claude Auclair qui se sait atteint d'un cancer, renaît graphiquement et enchainera, planche par planche, les 6 derniers albums de sa carrière avec une grande rapidité et surtout avec la peur de ne pas pouvoir terminer : ce qui arrivera d'ailleurs malheureusement avec la deuxième partie du roman graphique Celui-là, les dernières planches seront dessinées par Jean-Claude Mézières et Tardi, et l'album sortira en guise d'hommage posthume pour l'ouverture du 18e Salon International de la Bande Dessinée du Festival d'Angoulême en 1991.
En 1990, il scénarise et met en pages l'écriture de nouvelles maritimes ayant pour cadre la vie d'un équipage sur un navire au long cours. Alain décide de raconter ainsi des histoires de marins. Il n'est pas exclu d'ailleurs qu'il n'y ait pas un peu de vécu personnel dans ses récits, ayant lui-même fréquenté les bateaux avec ses nombreux voyages en continent africain. Ces histoires de marine moderne seront dessinées par Stéphane Dubois, dont il s'agit, pour l'instant, de la seule réalisation en matière de bandes dessinées :
1. René (20 planches)
2. Jason (14 planches)
3. Mérite maritime (20 planches)
4. Cher payé (19 planches)
5. Boulevard de la soif (20 planches)
6. Mariette (30 planches)
7. Charles (29 planches)
8. Fond de cale (… planches)
9. … (suite à venir)

Elles seront prépubliées partiellement dans les derniers numéros de la revue (À suivre) et rassemblées en trois albums à paraître chez Casterman dans la collection Les Studios à suivre.
Son écriture étant appréciée, à partir de 1990, il coscénarise plusieurs projets de téléfilm dont un avec le réalisateur Philippe Muyl.
En 1998, Alain Riondet décède soudainement, à cinquante-trois ans, laissant son œuvre inachevée : son roman historique Fief qu'il venait de terminer sera publié à titre posthume en juin 1999. Ce livre se déroule au printemps 1108, en prenant pour thème principal un chevalier de retour de croisades en Terre sainte.

### Bandes dessinées
- publiées en album

- publiées en périodique

### Romans
- Transsahariennes, 1984, Éd.L'Harmattan, coll. « Cairn », photographies de Catherine et Bernard Desjeux[7].
- Senlis, entre la pierre et l'arbre, 1985, 110 pages, Éditions de la Pommeraie, photos de Pierre Miriski,  (ISBN 978-2-904729-02-7)[8].
- Fief, 1999, 328 pages, éd. Vents de sable, coll. « Mirages »  (ISBN 2-913252-56-7)[9].

## Filmographie
Sauf indication contraire, les informations mentionnées dans cette section peuvent être confirmées par la base de données cinématographiques IMDb,  présente dans la section « Liens externes ».
- 1990 : Terre brûlée de Chantal Picault
- 1993 : Martineau… et le portrait de femme de Daniel Moosmann
- 1995 : Adorable petite bombe de Philippe Muyl